# Шила (буддизм)
Шила — в буддизме заповедь, букв.: «добродетель» (санскр.), пали: «сила».
Подразумеваются этические заповеди, из них пять базовых заповедей (панча-шила — «пять добродетелей») для мирян:
1. Не убивать.
2. Не красть.
3. Не допускать недолжного сексуального поведения.
4. Не употреблять одурманивающие вещества.
5. Не допускать нарушений в речи (злословие, клевета и проч.)

Для послушников (саманера) — лиц, желающих стать буддийскими монахами, число заповедей возрастает до восьми — не пользоваться благовониями, венками, не спать на мягкой постели и т. д.
Для буддийских монахов (бхикшу) число заповедей — 227, для монахинь (бхикшуни) — 250.
Заповеди не были даны «все сразу», но давались «по принципу прецедента» — так, если «происходило что-то», Будда давал заповедь, сопровождая её комментарием:
Например, один монах не мог выдержать воздержания и бросился с горы с целью самоубийства. Он упал на одного человека, убив его. Будда дал заповедь о недопустимости самоубийства (религия джайнов, например, допускает самоумервщление с религиозной целью, при этом буддизм и джайнизм возникли и развивались параллельно примерно в одно время).
В отличие от теистических религий буддизм предполагает сознательное, «не-императивное» принятие своих «заповедей», предполагается, что принимающий их ведёт хотя бы минимальную духовную жизнь, практикует (по выражению российского буддолога А. Парибка) «культуру психической деятельности» — внимателен в повседневной жизни к своим мыслям (то есть, выбирает — «о чём думать»), словам, поступкам. Предполагается, такое принятие буддийской этики делает её действенной в повседневной жизни, формальное же принятие — попытки соблюдать заповеди: «делай» либо «не делай» малоэффективны.